# Jimma
Jimma (auch Jima, italienisch: Gimma) ist eine der größten Städte im westlichen Äthiopien. Sie war einst Hauptstadt der Region Kaffa und ist seit der Auflösung dieser Provinz Teil der Region Oromiyaa. Sie liegt etwa 250 km südwestlich von Addis Abeba. Berechnungen zufolge liegt die Einwohnerzahl für das Jahr 2006 bei 132.360.
Der nördliche Stadtteil Jiren war bis in das späte 19. Jahrhundert hinein die Hauptstadt des Königreichs Oromo.
Ihre Bedeutung verdankte die Stadt der Lage an der Karawanenroute zwischen Shewa und dem Königreich Kaffa, zudem der Nähe zum Palast des einstigen Königs von Jimma, welcher sechs Kilometer vom Stadtkern entfernt liegt. Aus dieser Zeit verfügt die Stadt noch über verschiedene Gebäude, etwa dem Abba Jiffar-Palast.
Die heutige Stadt Jimma wurde am Fluss Awetu durch die italienischen Besatzer in den 1930er Jahren gegründet. Sie verfügt über ein Museum, eine Universität, mehrere Märkte und den Flughafen Jimma.

## Unruhen
Im März 2011 kam es zu Unruhen in der Region Jimma, ausgelöst durch das Gerücht, ein Christ hätte einen Koran zerrissen und die Blätter als Toilettenpapier benutzt. Tausende von Christen mussten aus ihren Dörfern fliehen, nachdem mindestens 49 Kirchen und auch andere Häuser zerstört worden waren, hunderte flohen ganz aus der Region. Berichten zufolge sollen sich ca. 15.000 Muslime an den Ausschreitungen beteiligt haben. Die lokalen Behörden haben den Ausschreitungen anscheinend tatenlos zugesehen.

## Persönlichkeiten

### Hier geboren
- Ydnekachew Tessema (1921–1987), Fußballer und Sportfunktionär
- Gian Paolo Cavarai (* 1939), Diplomat
- Mulatu Astatke (* 1943), Musiker (Vater des Ethio-Jazz)
- Lidya Tafesse Abebe (* 1980), Fußballschiedsrichterin

## Klimatabelle
|                       | Jan | Feb | Mär | Apr | Mai | Jun | Jul | Aug | Sep | Okt | Nov | Dez |   |      |
| Mittl. Tagesmax. (°C) | 28  | 29  | 28  | 27  | 26  | 24  | 24  | 25  | 27  | 27  | 28  | 28  | ⌀ | 26,7 |
| Mittl. Tagesmin. (°C) | 18  | 19  | 20  | 20  | 20  | 19  | 19  | 19  | 19  | 19  | 18  | 17  | ⌀ | 18,9 |
|                       |     |     |     |     |     |     |     |     |     |     |     |     |   |      |
| Niederschlag (mm)     | 40  | 55  | 95  | 140 | 160 | 215 | 215 | 215 | 185 | 90  | 55  | 35  | Σ | 1500 |
|                       |     |     |     |     |     |     |     |     |     |     |     |     |   |      |
| Regentage (d)         | 5   | 10  | 14  | 15  | 18  | 24  | 25  | 25  | 22  | 18  | 10  | 5   | Σ | 191  |
|                       |     |     |     |     |     |     |     |     |     |     |     |     |   |      |
| Luftfeuchtigkeit (%)  | 59  | 62  | 63  | 66  | 72  | 76  | 80  | 80  | 77  | 73  | 68  | 64  | ⌀ | 70   |

| 18 |

| 19 |

| 20 |

| 20 |

| 20 |

| 19 |

| 19 |

| 19 |

| 19 |

| 19 |

| 18 |

| 17 |

| 18 |

| 19 |

| 20 |

| 20 |

| 20 |

| 19 |

| 19 |

| 19 |

| 19 |

| 19 |

| 18 |

| 17 |

## Persönlichkeiten
- Farida Abaroge (* 1994), Mittelstreckenläuferin